# WTA Austrian Open 1976
Il WTA Austrian Open 1976 è stato un torneo di tennis giocato sulla terra rossa. È stata la 9ª edizione del torneo, che fa parte dei Tornei di tennis femminili indipendenti nel 1976. Si è giocato a Vienna in Austria, dal 12 al 18 luglio 1976.

## Campionesse

### Singolare
Wendy Turnbull ha battuto in finale  Virginia Ruzici con il punteggio di 6–4, 5–7, 6–2.

### Doppio
Helena Anliot /  Mimi Wikstedt hanno battuto in finale  Katja Ebbinghaus /  Heidi Eisterlehner con il punteggio di 6–4, 2–6, 7–5.